# Campo Militar 1
Das Campo Militar 1 ist ein Militärgelände am Rande der mexikanischen Hauptstadt Mexiko-Stadt.
Es befindet sich zwischen der Avenida del Conscripto und der Avenida del Zapadores. Im Rahmen der Olympischen Sommerspiele 1968 fanden auf dem Militärgelände die Teildisziplinen Reiten und Crosslauf des Modernen Fünfkampfs. Des Weiteren wurden auf dem Militärgelände am Polígono de Tiro Vicente Suárez die Schießwettkämpfe und das Schießen des Modernen Fünfkampfs ausgetragen.